# All of Us Strangers
All of Us Strangers är en brittisk fantasy-dramafilm från 2023. Den är regisserad av Andrew Haigh som även skrivit manus. Filmen är baserad på Taichi Yamadas roman Strangers från 1987.
Filmen hade världspremiär på filmfestivalen i Telluride den 31 augusti 2023. Den hade biopremiär i Sverige den 23 februari 2024, utgiven av Walt Disney Pictures.

## Handling
Filmen kretsar kring en manusförfattare som återvänder till sitt barndomshem. Där upptäcker han att hans föräldrar, som dog 30 år tidigare, verkar leva.

## Rollista (i urval)
- Andrew Scott – Adam
  - Carter John Grout – Adam som ung
- Paul Mescal – Harry
- Jamie Bell – Adams far
- Claire Foy – Adams mor